# Sigfrid Sigland

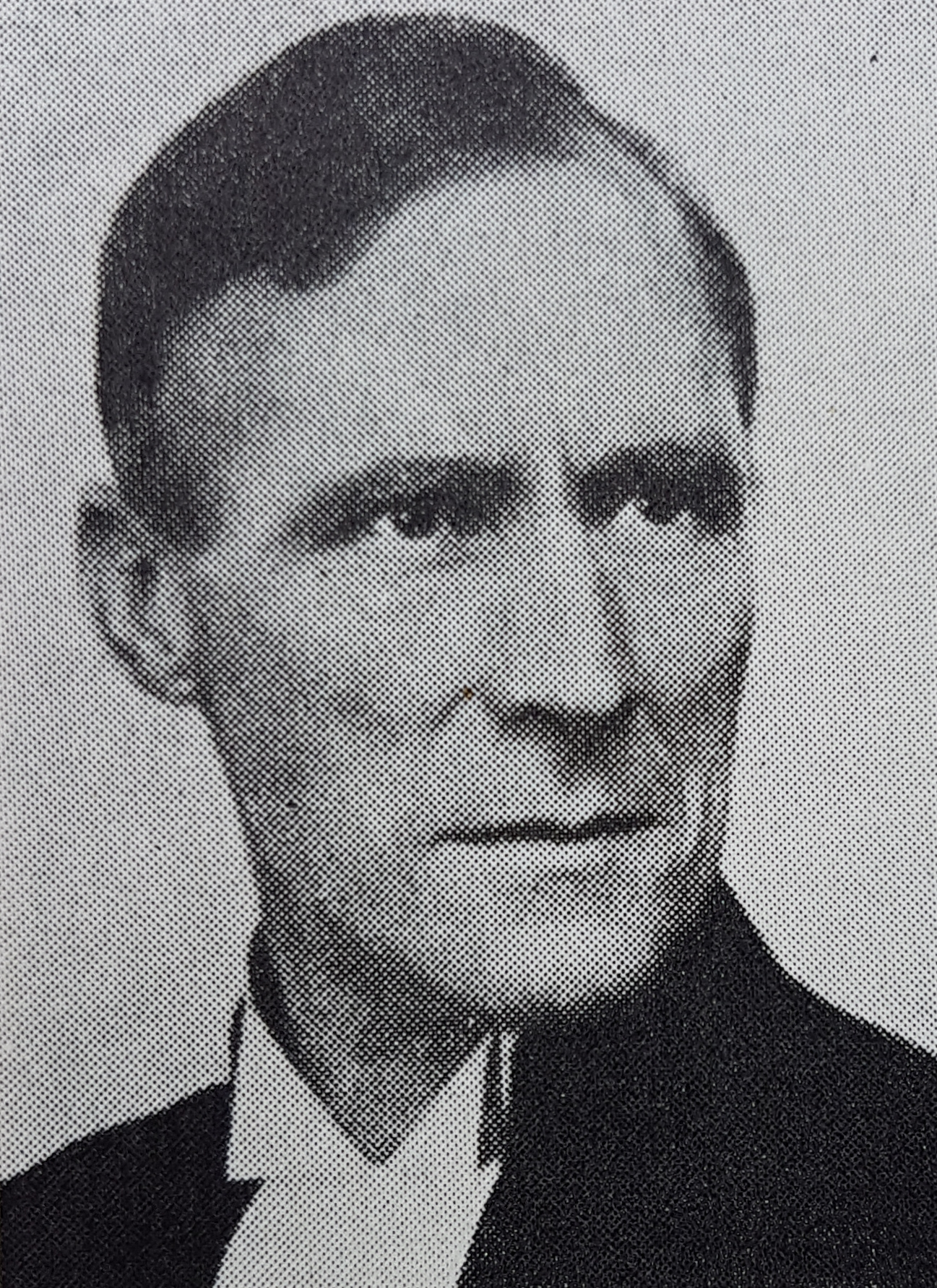
Sigfrid Sigland.

Sigfrid Amandus Sigland, född 29 maj 1890 i Östra Eneby församling, Östergötlands län, död 17 juli 1989 i Norrköping, var en svensk präst. Han var måg till Gunnar Ekström.
Sigland var son till folkskolläraren och organisten Amandus Svensson och hans hustru Emma, född Bodell, samt från 1920 gift med Aina Ekström. Efter studentexamen i Norrköping 1909 utexaminerades han som folkskollärare i Göteborg 1910. Han arbetade därefter som lärare vid Göteborgs folkskolor 1910–1911 innan han fortsatte sina studier vid Göteborgs högskola 1911–1913 och Uppsala universitet 1913–1920 där han avlade teologie kandidatexamen och prästvigdes 1920. 
Sigland var vice pastor i Simonstorps församling 1920–1926 och sjömanspastor i London 1923. Han var sjömanspastor i Melbourne 1926–1931 och sekreterare i Svenska kyrkans sjömansvård i Uppsala 1931-1933 samt vice sjömanspastor i Antwerpen 1932. Han var komminister i Västerås Lundby församling 1933–1941, tillika predikant vid Västerås straffängelse, legationspastor i Helsingfors 1934 och sjömanspastor i Riga 1939. Han var kyrkoherde i Norrköpings Östra Eneby församling 1942–1957 och blev prost 1957. Han var ordförande i Linköpings stifts sjömansvård 1943–1958.
Sigland var redaktör för tidskriften De våra i främmande land 1932–1933 och från 1938 för Västerås ungdomstidning. I sin ungdom var han friidrottare med släggkastning som specialitet och tilldelades idrottsmärket i guld 1922 och 1939. Han valdes 1925 till idrottsföreningen Tjalve IF:s första ordförande.